# Dragomiro da Valáquia
Radu Vlad Dragomiro, ou Dragomiro., cognominado O Monge (f. Novembro de 1521) foi Príncipe da Valáquia entre 27 de Setembro e 25 de Outubro de 1521.

## Biografia
Dragomiro era filho bastardo de Vlad, o Jovem, irmão mais novo de Radu IV o Grande. Era adversário de Neagoe Bassarabe e dos boiardos Craioveşti, possivelmente pelo facto de o seu pai ter sido decapitado às mãos deles.
Por isso, mal após a morte de Neagoe Bassarabe V, em 1521, Dragomir quis assumir de imediato o poder, que havia sido usurpado ao seu pai, aproveitando para isso a fragilidade do governo, liderado por Teodósio da Valáquia, filho de Neagoe Bassarabe V (ainda menor de idade, com apenas 16 anos) e da sua regente e mãe, Milica da Sérvia. Usurpou o trono poucos dias depois da tomada de posse de Teodósio e da mãe: mal haviam subido ao trono, a 15 de Setembro de 1521, e de lá eram logo expulsos a 27 de Setembro.
O rei Luís II da Hungria soube do sucedido e enviou tropas da Transilvânia em auxílio de Teodósio, mas foram surpreendidos por Dragomiro, que lhes infligiu uma pesada derrota. Teodósio pediu então a ajuda de Mehmet Beg Mihaloglu, governador de Nicópolis.
Mehmed Beg interveio com um exército do outro lado do Danúbio. A 14 de Outubro em Sibiu já se considerava Teodósio como recolocado no poder. A batalha foi travada perto Târgovişte, e é ganha por Teodósio que sobe oficialmente ao poder, como restaurado. Dragomiro foi morto em Nicópolis, em Novembro de 1521. Desconhece-se o local do seu sepultamento.